# Danmark er lukket
Danmark er lukket er en dansk film fra 1980, instrueret af Dan Tschernia. Historien er baseret på hørespillet Orfeus i undergrunden af Benny Andersen fra 1977.

## Medvirkende
- Christoffer Bro
- Anne Linnet
- Ole Thestrup
- Claus Ryskjær
- Paul Hagen
- Jess Ingerslev
- Caja Heimann
- Bent Conradi
- Ghita Nørby
- Ingolf David
- Inger Hovman
- Hans Christian Ægidius
- Lily Broberg
- Finn Nielsen
- Ove Sprogøe
- Olaf Ussing
- Peter Steen
- Poul Thomsen